# Alpinia galanga
Cet article concerne une espèce botanique. Pour l'épice qui en est tirée, voir Galanga. Pour les autres sens, voir Galanga (homonymie).
Grand galanga, Galanga
Espèce
Classification APG II (2003)
Le grand galanga ou galanga (Alpinia galanga), est l'une des trois espèce de plantes appelées galanga en français et utilisées comme épice. C'est une espèce du genre Alpinia de la famille des Zingiberaceae.

## Dénominations
- Nom scientifique valide : Alpinia galanga (L.) Willd.
- Nom normalisé / Nom vulgaire accepté, recommandé ou typique en français : grand galanga[1],[2]
- Autres noms vulgaires (vulgarisation scientifique) : galanga de l'Inde[2], gingembre du Siam[1], gingembre siamois[1], gingembre de Chine[1] (confusion avec petit galanga[3] ?), gingembre du Laos[1], gingembre thaïlandais[1], gingembre thaï[1]
- Noms vernaculaires (langage courant), pouvant désigner éventuellement d'autres espèces : galanga[4],[5], galingal[6].

## Description de la plante

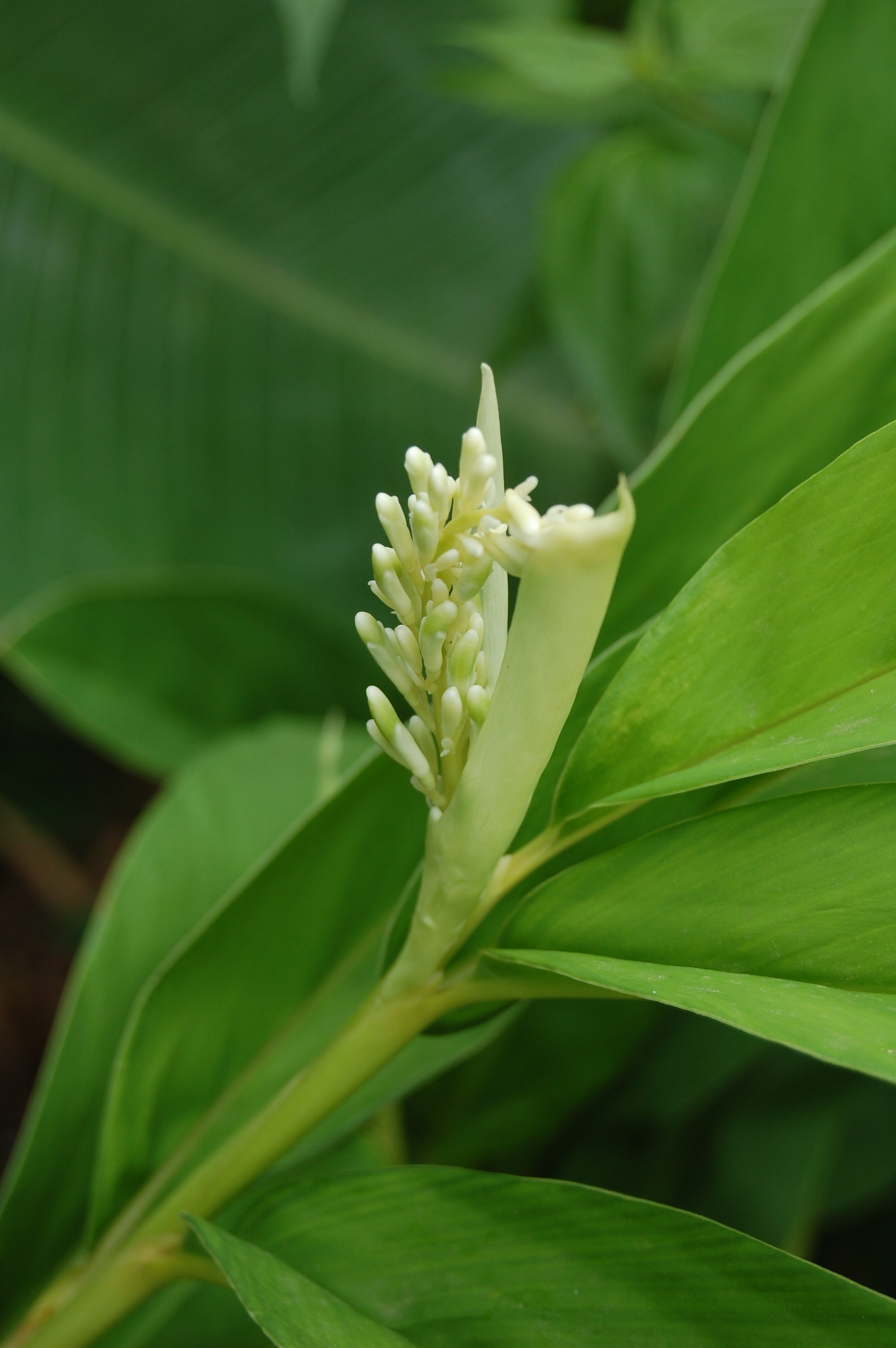
Galanga : Inflorescence

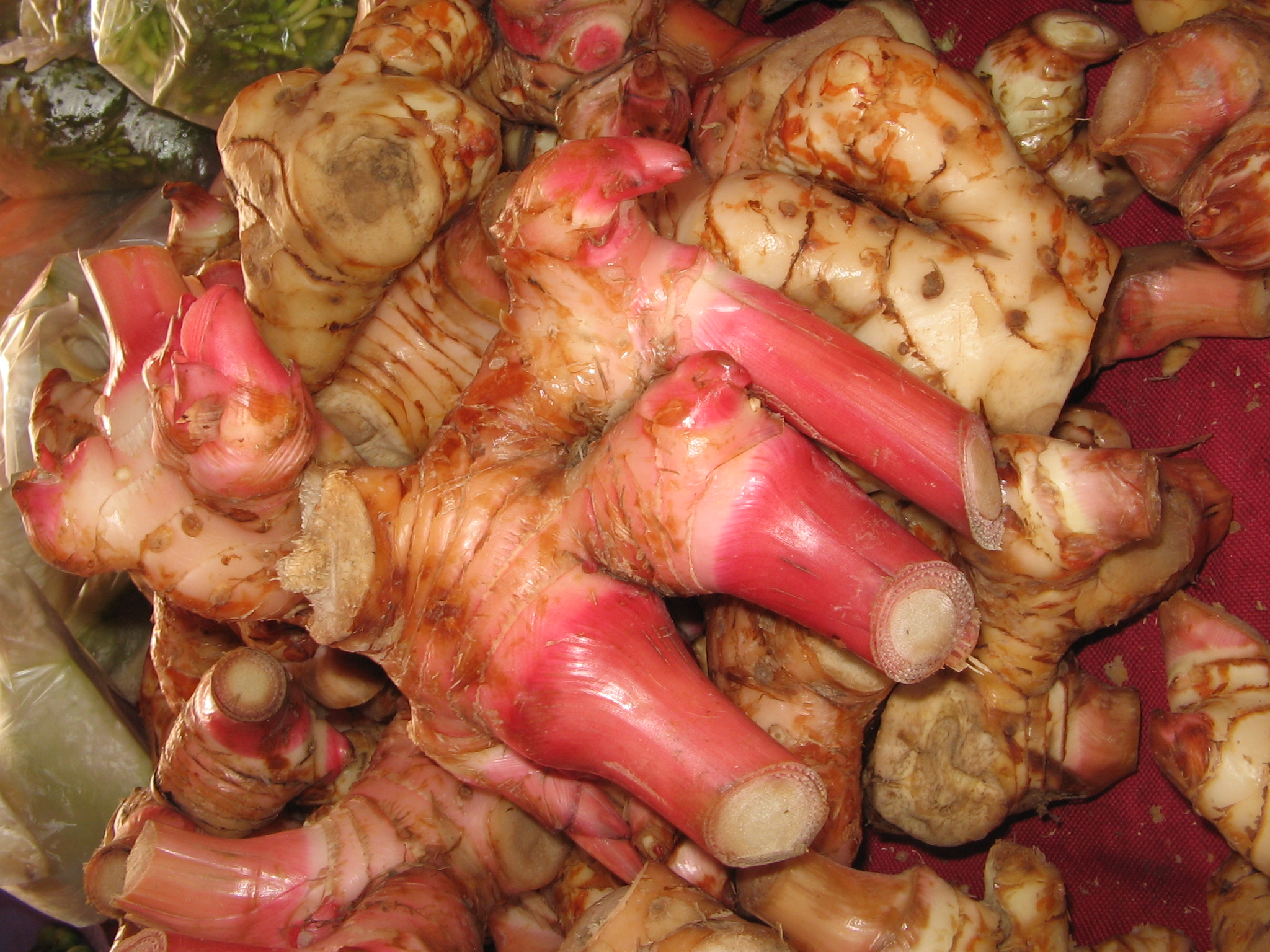
Galanga : Rhizomes

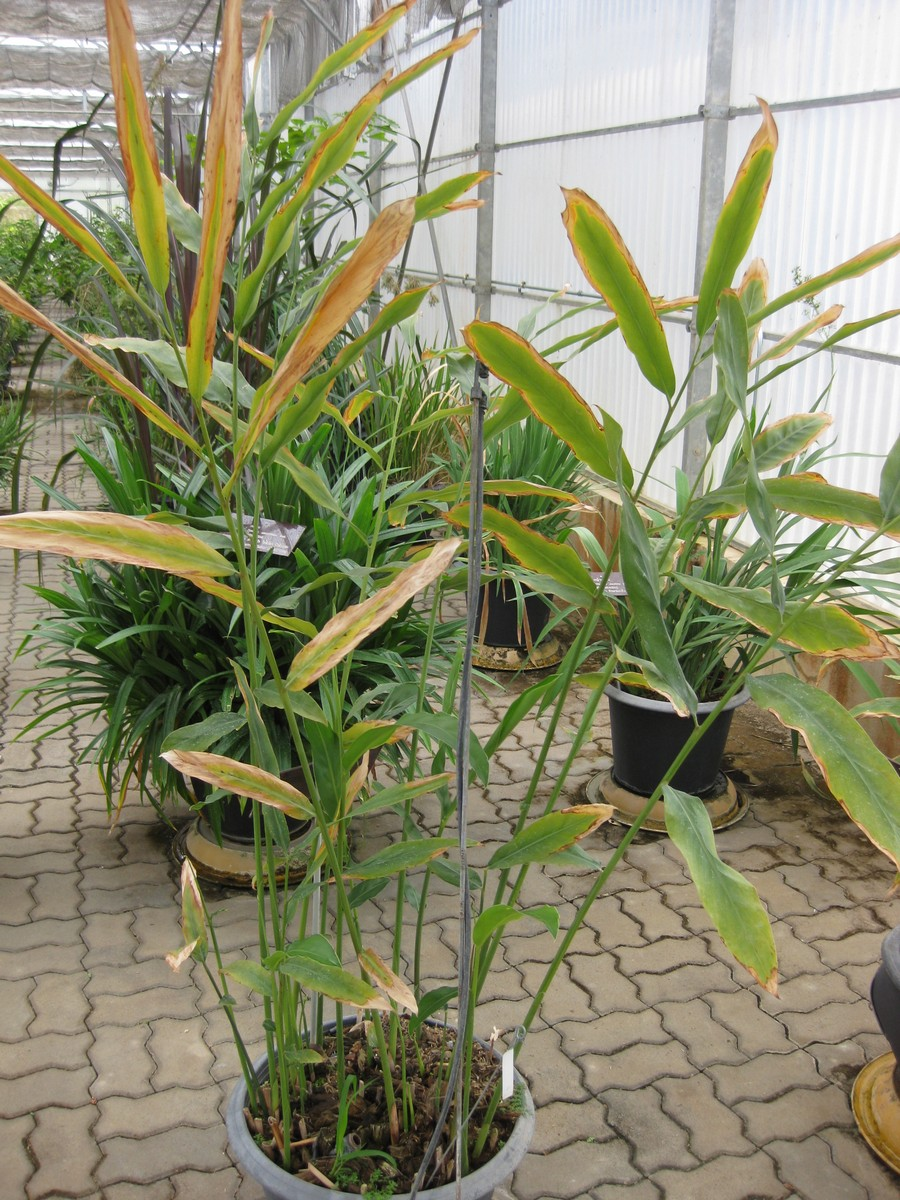
Galanga en pot, Jardin botanique de la reine Sirikit, Thaïlande

Plantes herbacées à rhizome très ramifié, brillant et odorant. 
Les tiges peuvent atteindre 3,5 m de haut. Les feuilles alternes distiques sont plus courtes dans le bas et le haut de la tige. Les pétioles sont velus et les limbes oblong-lancéolés verts brillant tachetés de blanc.
Les inflorescences au sommet des tiges sont des grappes formées de groupes de 2 à 6 fleurs odorantes. Le calice est blanc en forme de tube. 
Le fruit est une capsule globuleuse de 1 à 1,5 cm de diamètre orange à rouge vineux.

## Classification
Cette espèce a été décrite pour la première fois par le naturaliste suédois Carl von Linné (1707-1778), puis renommée en 1797 par Carl Ludwig von Willdenow.

### Liste des variétés
Selon Tropicos (2 juin 2014) (Attention liste brute contenant possiblement des synonymes) :
- variété Alpinia galanga var. galanga
- variété Alpinia galanga var. pyramidata (Blume) K. Schum.

### Synonymes
Selon World Checklist of Selected Plant Families (WCSP) (26 sept 2011) :
- Alpinia alba (Retz.) Roscoe, Trans. Linn. Soc. London 8: 346 (1807).
- Alpinia bifida Warb., Bot. Jahrb. Syst. 13: 275 (1891).
- Alpinia carnea Griff., Not. Pl. Asiat. 3: 420 (1851).
- Alpinia galanga var. pyramidata (Blume) K.Schum., Bot. Jahrb. Syst. 28: 275 (1899).
- Alpinia pyramidata Blume, Enum. Pl. Javae: 58 (1827).
- Alpinia viridiflora Griff., Not. Pl. Asiat. 3: 423 (1851).
- Amomum galanga (L.) Lour., Fl. Cochinch.: 5 (1790).
- Amomum medium Lour., Fl. Cochinch.: 4 (1790).
- Galanga officinalis Salisb., Trans. Hort. Soc. London 1: 281 (1812).
- Hellenia alba (Retz.) Willd., Sp. Pl. 1: 5 (1797).
- Heritiera alba Retz., Observ. Bot. 6: 17 (1791)
- Languas pyramidata (Blume) Merr., Enum. Philipp. Fl. Pl. 1: 233 (1923).
- Languas galanga (L.) Stuntz, Bull. Bur. Pl. Industr. U.S.D.A. 261: 21 (1912).
- Maranta galanga L., Sp. Pl. ed. 2: 3 (1762).
- Zingiber galanga (L.) Stokes, Bot. Mat. Med. 1: 72 (1812).

## Utilisation

### En cuisine
C'est une plante dont les propriétés sont connues depuis des siècles, en Thaïlande, en Inde, en Malaisie, en Indonésie et jusqu'au Moyen-Orient. 
Son gros rhizome noueux est très utilisé dans la cuisine de Thaïlande, de Malaisie et d'Indonésie. Sa saveur légèrement piquante remplace souvent le gingembre dans de nombreux plats. On trouve aussi une deuxième espèce beaucoup plus rare, le petit galanga, qui se mange plutôt en légume. On trouve le galanga en tranches fraîches ou séchées, entier ou en poudre dans les épiceries orientales[réf. souhaitée].

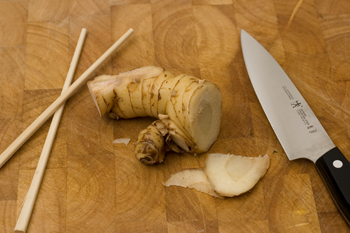
Galanga : prêt à être tranché

### En aphrodisiaque
Le galanga est aussi connu pour ses propriétés considérées comme aphrodisiaques. On lui prête la propriété de réchauffer le corps, surtout celui des femmes, de « booster » la libido et d'attiser la sensualité par son arôme[réf. souhaitée]. 
Il appartenait déjà à la pharmacopée ayurvédique qui utilisait ses propriétés tonifiantes et stimulantes, mais c'est la médecine traditionnelle arabe qui le plébiscita pour ses propriétés aphrodisiaques. Ainsi, le galanga passa en Europe, où, depuis le Moyen Âge, il est réputé pour ses vertus aphrodisiaques.
Les principes actifs, contenus dans la racine, facilitent la production par l'organisme de substances impliquées dans les mécanismes de la libido féminine. Ils ont un effet régulateur en stimulant certaines zones du cerveau responsables du tonus général et de l'activation des centres des sensations liées au plaisir[réf. souhaitée].